# Hypovitaminose
Eine Hypovitaminose oder ein Vitaminmangel besteht bei Krankheiten und Beschwerden, die durch einen Mangel (ein Defizit) an Vitaminen entstehen und sich anhand bestimmter klinischer Symptome oder durch außerhalb des Bereichs etablierter Grenzwerte befindlicher Biomarker des betreffenden Vitamins darstellen. Aufgrund einer mangelnden Zufuhr von Vitaminen entstehen Stoffwechselstörungen mit typischen Krankheitserscheinungen. Beschwerden, die infolge von Hypovitaminosen auftreten, bilden sich in der Regel vollständig zurück.
Akute Vitaminmangelkrankheiten sind unter den europäischen Ernährungsbedingungen eine Seltenheit geworden. Isoliert kommt lediglich der Vitamin-B12-Mangel vor; eine allgemeine Folsäure-Minderversorgung führt in Deutschland (im Gegensatz zu inzwischen 60 anderen Staaten) bei einer Anzahl von Geburten zu Neuralrohrdefekten. Alle anderen Vitaminmangelzustände sind bedingt durch Fehlernährung, Resorptionsstörungen, Schwangerschaft, Krankheit oder bedingt durch Schäden, die infolge medizinischer Eingriffe iatrogen entstanden sind.
Das nahezu vollständige Fehlen bestimmter Vitamine nennt man Avitaminose. Eine Überversorgung mit Vitaminen wird umgekehrt als Hypervitaminose bezeichnet.

## Ursachen für das Entstehen von Hypovitaminosen

### Unterernährung
Unterernährung (auch Mangelernährung) ist der Fall, wenn normale Nahrungsmittel in nicht ausreichender Menge zugeführt oder vom Körper aufgenommen werden. Dies führt neben Energiemangel meist auch zu Hypovitaminosen. Häufige Hypovitaminosen in diesem Fall sind beispielsweise Pellagra. Pellagra ist eine Mangelerscheinung, bei welcher zu wenig frisches Gemüse und gleichzeitig zu viel Mais verzehrt wird.

### Fehlernährung
Unter Fehlernährungen versteht man eine sehr einseitige Ernährung, wodurch gegebenenfalls auch schädigende Stoffe in hoher Dosis aufgenommen werden, aber auch die übermäßige Aufnahme von ohnehin vitaminarmer Nahrung kann zu Hypovitaminosen führen. So können große Mengen an poliertem Reis Beri-Beri auslösen, dies trifft häufig Menschen in Dritte-Welt-Ländern und im asiatischen Raum, deren Nahrung überwiegend aus solchem Reis bestehen.

### Resorptionsstörungen
Resorption bezeichnet die Fähigkeit von Organismen, einen Stoff aufzunehmen (zu „resorbieren“). Bei einer entsprechenden Resorptionsstörung kann der Körper den Stoff nicht mehr bzw. nur unzureichend aufnehmen. Beispiele für Resorptionsstörungen sind Galleproduktionsstörungen, Resorptionsstörungen nach Operationen im Magen-Darm-Bereich, bei infektiösen oder chronischen Darmentzündungen, bei angeborenen Defekten und bei Beeinträchtigung der Darmflora (z. B. durch Antibiotika).

### Schwangerschaft und Stillzeit
Besonders bei Säuglingen und Kleinkindern tritt Rachitis auf, wenn nicht oder zu wenig gestillt wurde und/oder zu wenig Sonnenbestrahlung erfolgt.

### Stress
Körperlicher Stress kann ebenfalls Auslöser sein, Beispiele hierfür sind Infekte, Traumata, Operationen sowie chronische Krankheiten, welche den Körper belasten und schwächen. Medikamenteneingabe kann sich außerdem auf die Funktion von Organen bei der Vitaminverarbeitung auswirken. Aber auch psychische Belastungen können Essstörungen hervorrufen und so Mangelerscheinungen entstehen lassen.

### Bestimmte Krankheiten
Durch Krankheiten wie Leberfunktionsstörungen, Nierenfunktionsstörungen, exokrine Pankreasinsuffizienz und Diabetes werden ebenfalls Hypovitaminosen ausgelöst, außerdem kann Vitamin-D-Mangel bei den verschiedenen Formen der Photodermatose auftreten, da sich entsprechend erkrankte Menschen häufig nicht lange genug im Sonnenlicht aufhalten können, damit die Haut zur Vitamin-D-Bildung angeregt wird.

## Krankheiten bei Hypovitaminosen und Avitaminosen

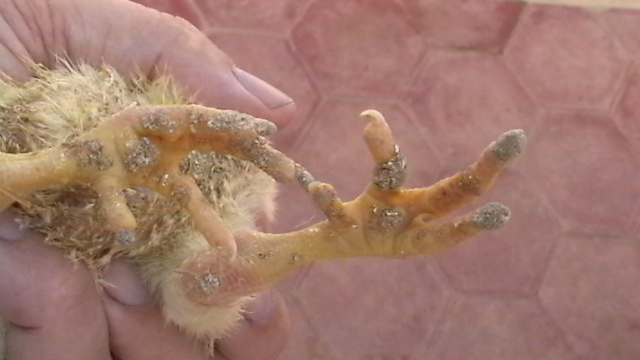
Hypovitaminose mit warzenähnlichen Hautveränderungen bei einem Hühnerküken, die vor allem für einen Biotin- und Pantothensäuremangel typisch sind

Anämie, auch Blutarmut, ist eine Verminderung der roten Blutkörperchen und tritt aufgrund des Fehlens von Riboflavin (Vitamin B2), Pyridoxal (Vitamin B6), Cobalamin (Vitamin B12) und Folsäure auf. Sie hat zur Folge, dass der Betroffene unter Müdigkeit und Abgeschlagenheit leidet. Aufgrund der fehlenden Blutkörperchen, die für den Sauerstoff- und Kohlenstoffdioxidtransport im Blut verantwortlich sind, stellen sich Atemnot sowie Blässe des Gesichtes und der Schleimhäute ein. Bedingt durch den Sauerstoffmangel im Gehirn kann es zu Leistungsabfall und zu Kopfschmerzen und Schwindelgefühlen kommen. Außerdem können Übelkeit, Schluckstörungen, Bauch- und Kreuzschmerzen auftreten.
Ariboflavinose wird durch einen Mangel an Riboflavin (Vitamin B2) ausgelöst. Als Symptome für diese Krankheit treten Hautprobleme auf wie zum Beispiel eingerissene Mundwinkel und Schuppen. Bei Kindern kann eine Verminderung des Sehvermögens sowie eine Wachstumsverzögerung einsetzen.
Beri-Beri wird durch einen Mangel des Vitamins Thiamin (Vitamin B1) hervorgerufen. Es hat zur Folge, dass Kreislaufstörungen auftreten, aber auch Nervenlähmungen und Wassersucht sowie Muskelschwund.
Nachtblindheit wird durch einen Mangel des Vitamin A ausgelöst. Zur Folge hat es, dass eine deutlich reduzierte Sehleistung in der Dämmerung und Dunkelheit eintritt. Bei ausgeprägterem Mangel kann eine Keratomalazie auftreten.
Neuralrohrdefekte wie Spina bifida und Anenzephalie werden durch einen Mangel an Folsäure und dem Vitamin der B-Gruppe ausgelöst. Dabei ist Spina bifida aperta eine Fehlbildung am Rücken, welche aufgrund einer unvollständigen Schließung der Wirbelsäule während der Entwicklung des Säuglings im Mutterleib entsteht. Sie hat häufig eine vollständige oder partielle Lähmung der unteren Körperhälfte zur Folge.
Bei der Anenzephalie hingegen wird das Gehirn des Kindes unvollständig oder erst gar nicht ausgebildet, was den Tod innerhalb weniger Stunden oder Tage nach der Geburt mit sich führt.
Osteomalazie stellt eine Mangelerscheinung von Calciferol (Vitamin D) dar und führt zur Entkalkung der Knochen, was bei Erwachsenen eine Knochenerweichung oder -brüchigkeit zur Folge hat.
Pellagra ist eine Mangelerscheinung von Niacin (Vitamin B3) und Tryptophan, letzteres zieht eine mangelnde Proteinqualität nach sich. Außerdem entstehen Hautveränderungen durch die Sonneneinstrahlung an unbedeckten Körperstellen sowie Störungen der Verdauung und des Nervensystems wie zum Beispiel Verwirrung.
Phrynoderm wird durch einen Mangel an Retinol (Vitamin A) ausgelöst. Es bildet sich trockene und schuppige Haut mit prominenten Follikeln.
Rachitis wird hervorgerufen durch einen Mangel an Calciferol (Vitamin D). Es erweichen und verbiegen sich die Knochen, Gelenke verdicken sich, außerdem können X-Beine und Wirbelsäulenverkrümmungen folgen.
Rhagaden werden durch einen Mangel an Riboflavin (Vitamin B2) ausgelöst und haben zur Folge, dass die Mundwinkel rissig werden.
Skorbut wird durch einen Mangel an L-Ascorbinsäure (Vitamin C) hervorgerufen und zieht eine geschwürige Erkrankung der Mundschleimhaut mit Zahnfleischbluten sowie Blutungen in der Haut und in den Muskeln mit sich.
Xerophthalmie wird durch einen Mangel an Retinol bzw. Provitamin A ausgelöst und führt zur Trockenheit des äußeren Auges und im fortgeschrittenen Stadium dann zur Erblindung.

## Behandlung
Die Behandlung einer Hypovitaminose erfolgt in erster Linie über die Änderung der Essgewohnheiten unter Absprache mit einem Arzt oder Ernährungswissenschaftler. Zusätzlich (als Vitaminsubstitution bzw. Vitaminsupplementation) können Vitamine in Präparatform verabreicht werden, dies sollte nur unter ärztlicher Aufsicht und Kontrolle geschehen, um Fehldosierungen zu verhindern.
Bei nicht durch Fehl- oder Unterernährung entstandener Hypovitaminose sollte die entsprechende Krankheit therapiert werden. Die pharmazeutische Industrie bot schon im letzten Jahrhundert Vitaminkonzentrate (etwa von Vitamin A, Vitamin B12, auch kombiniert A und D oder B12 und Folsäure) an.

## Hypovitaminosen im Tierreich
Insbesondere bei der Tierhaltung und dabei entstehenden Fehlern kann es auch bei Tieren zu Hypovitaminosen kommen.

### Hypovitaminosen bei Vögeln

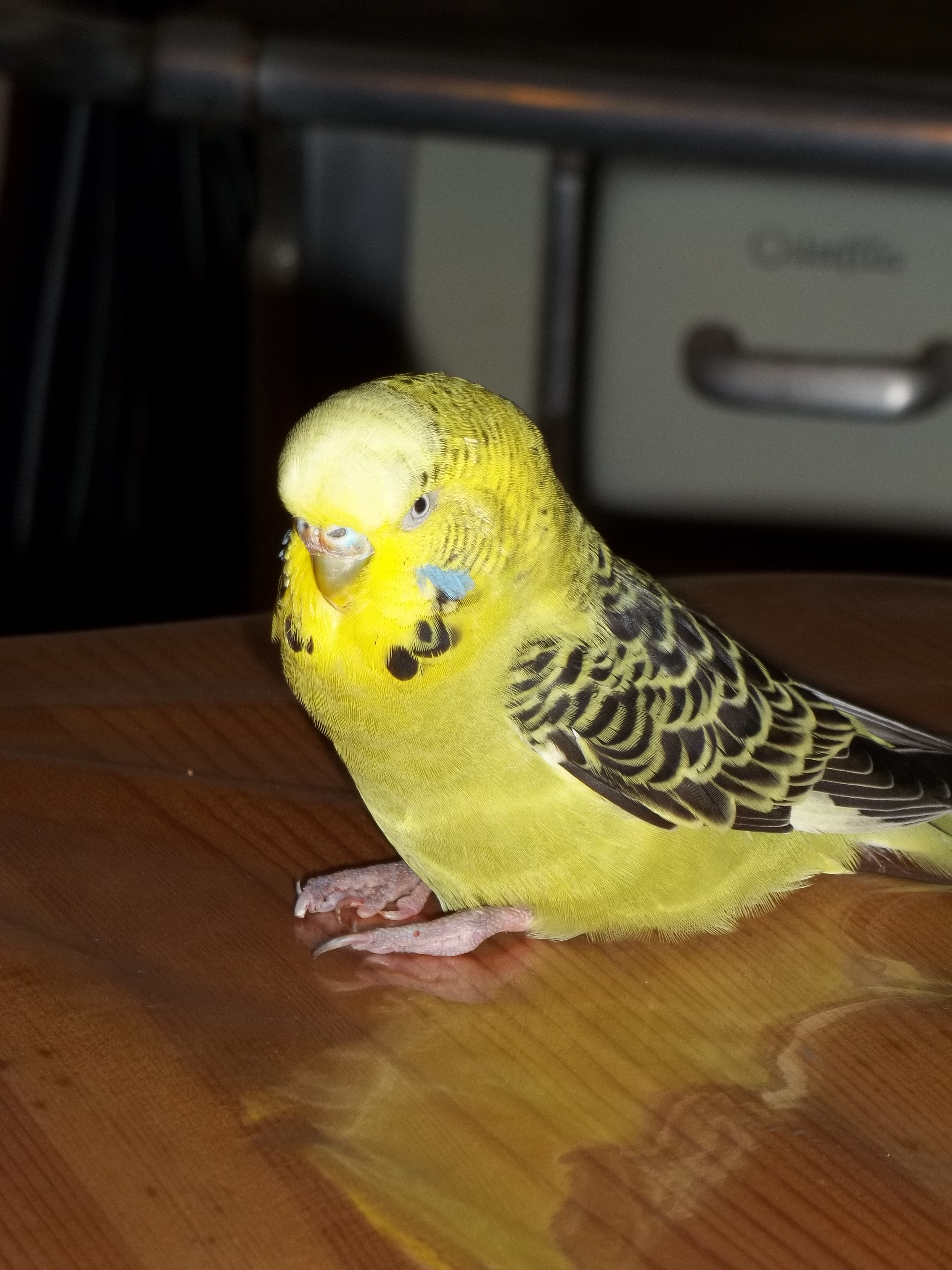
Wellensittich mit Vitamin-D-Mangel und dadurch beeinträchtigten Füßen

Bei Vögeln treten vier Vitaminmängel besonders häufig auf, welche durch mangelhafte oder einseitige Ernährung hervorgerufen werden. Der Mangel an Vitamin A hat zur Folge, dass das Gefieder ermattet und Erkältungserscheinungen auftreten. Während dieser Zeit sind Vögel, insbesondere Graupapageien, anfällig für Aspergillose. Außerdem kann es zu Parakeratosen, insbesondere der Schleimhäute, kommen. Auch die Speicheldrüse schwillt an und muss gegebenenfalls entfernt werden.
Ein Vitamin-B-Mangel ist erkennbar an blasserer Federfarbe oder dem Steckenbleiben der Federn in der Federscheide, begleitet von Lähmungen der Beine, sodass ein normales Halten auf dem Sitzast nicht mehr möglich ist.
Der Vitamin-D-Mangel wird durch eine unzureichende Bestrahlung mit Sonnenlicht, insbesondere UV-Licht, hervorgerufen. Es wird der Mineralstoffhaushalt des Tieres gestört, sodass bei Jungtieren Rachitis und bei adulten Tieren Osteomalazie auftritt.
Ein Vitamin-E-Mangel bei Vögeln zieht irreversible neurologische Schäden mit sich, welche sich durch Taumeln, Zittern sowie Kreisbewegungen zeigen.

### Meerschweinchen
Da Meerschweinchen ebenso wie Primaten (einschließlich des Menschen) kein Vitamin C selber synthetisieren können, können sie bei mangelnder Ernährung an Skorbut leiden. 